# クメン法
クメン法（クメンほう、英: Cumene process）はクメン（イソプロピルベンゼン）を酸化し生じた過酸化物を酸で分解する事でアセトンとフェノールを得る化学合成法で、工業的に広く用いられている。クメン法は高等学校の化学の教科書にも掲載されている有名な合成法の一つである。

## 概要
ベンゼンとプロピレンをフリーデル・クラフツ反応で付加反応させてクメンを製造し、酸化するとクメンヒドロペルオキシドができる。これを酸で転位させることによってアセトンとフェノールができる。
{\displaystyle {\ce {{C6H6}+ CH2=CHCH3 -> C6H5CH(CH3)2}}}
{\displaystyle {\ce {{C6H5CH(CH3)2}+ O2 -> C6H5C(OOH)(CH3)2 -> {(CH3)2C=O}+ {C6H5OH}}}}
同様の経路はトルエンからクレゾールを合成する際にも用いられている。

## 歴史
クメン法は1944年に Hock により報告された。第二次世界大戦は航空機の戦いであり、圧縮率の高いレシプロエンジンを駆動するためにはオクタン価の高い航空用ガソリンが必要となった。解決策としてイソプロピルシクロヘキサン C6H11CH(CH3)2 のように枝分かれの多い脂環式炭化水素によりオクタン価を上げる提案がされた。この原料としてクメンを製造するためのプラントが建設されたが、すぐに終戦を迎え、その後はジェット機の時代となったためクメン・プラントは目的を失ったが、クメンが常圧で空気中の酸素によって酸化されやすいことがわかり、生じたクメンヒドロペルオキシドを効率よく分解する方法も確立されたことで、プラントは有効利用された。亜硫酸ナトリウムなどの副産物の処理に困るアルカリ融解法や、高圧容器を必要とするクロロベンゼンを出発物質とするシェル法もあったが、既にプラントでの大量生産が確立されているクメン法が主流となった。

## 反応機構
1.フリーデル・クラフツ反応を用いたベンゼンとプロピレンの付加
プロピレンを硫酸、リン酸または塩化アルミニウム無水物などのルイス酸と反応させ、イソプロピルカチオンを生成させた後、ベンゼンと反応させてクメンを得る。
2.クメンのヒドロペルオキシド化

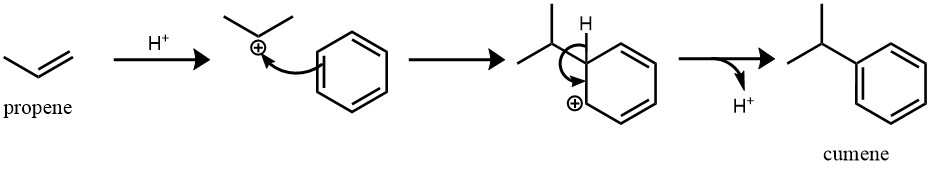
クメンの生成

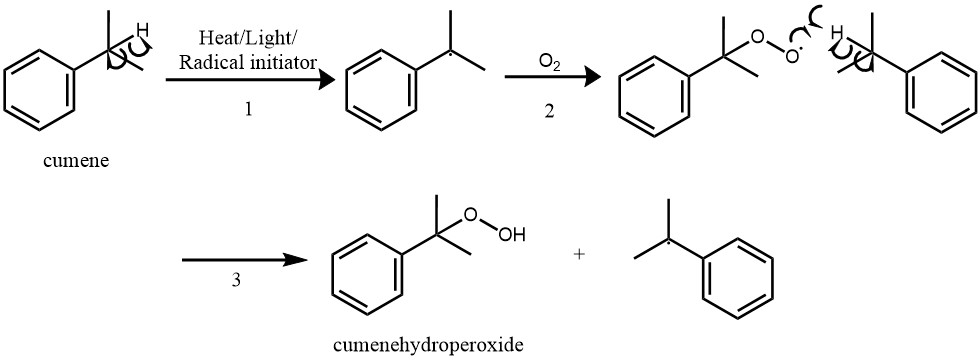
クメンヒドロペルオキシドの生成

クメンはイソプロピル基の2位の炭素が電子不足のため熱、光、ラジカル開始剤などの存在によりラジカルが生成(1)され空気または純酸素を吹き込む(2)とクメンヒドロペルオキシドが生成される(3)。

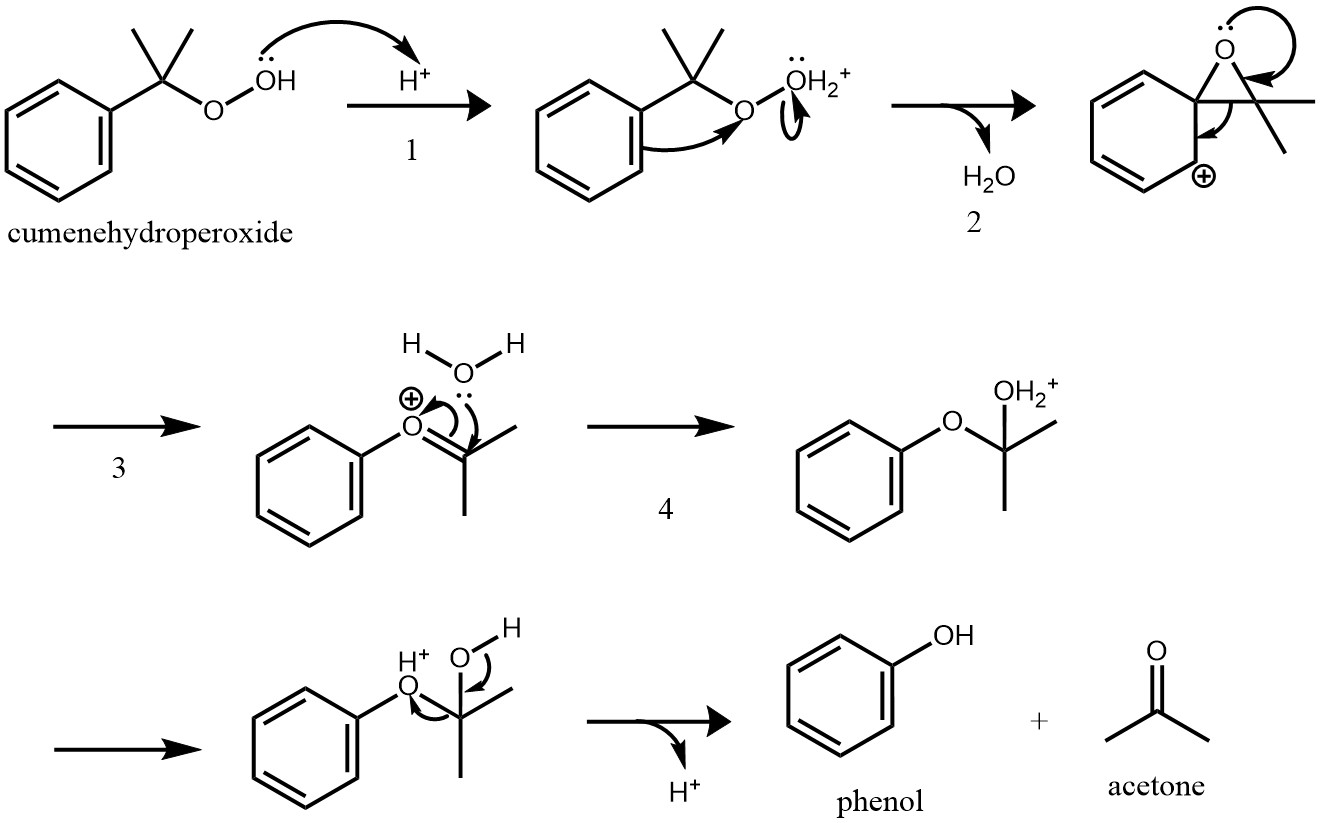

3.クメンヒドロペルオキシドの転位
クメンヒドロペルオキシドに酸を反応させる(1)と水が脱離してエポキシド(2)が生成され、それが開環することで転位反応が起こる(3)。続く加水分解(4)の後、アセトンとフェノールが得られる。